# 奥拉夫·汉佩尔
奥拉夫·汉佩尔（德語：Olaf Hampel，1965年11月1日—），德国前男子雪车运动员。他曾代表西德和德国参加1988年、1994年和1998年冬季奥林匹克运动会雪车比赛，获得二枚金牌。